# マーサ・ロチャ
マーサ・ロチャ（Maria Martha Hacker Rocha、1932年9月19日 - 2020年7月4日）は、ブラジルのモデル。1954年、ミス・ユニバース1954で準優勝したことで知られる。

## 経歴
1932年9月19日、バイーア州サルバドールに生まれる。父Álvaro Pereira Rochaは数学教授兼エンジニア、母Hansa (Hacker) Rochaはドイツにルーツを持つ主婦。11人兄弟姉妹の第7子（6人の姉妹と4人の兄弟がいる）。
大学在学中、友人の勧めによりローカルのミスコンに出場。ミスコンのキャリアの開始である。1954年、ミス・バイーア。1954年6月26日、第1回ミス・ブラジルに選ばれ、ブラジルを代表してミス・ユニバースに出場する権利を得る。従来、当時18歳とサバを読んでいたが、死後の報道により当時21歳であることが明らかになった。この当時の身長170センチ、体重58キロ。スリーサイズ95(94)-60-100。首回り35センチ、前腕回り29センチ、手首15センチ、太腿58センチ、脹脛回り35センチ、足首21センチ。
1954年7月24日、ロングビーチ (カリフォルニア州)で開催された決勝戦でミスUSAのミリアム・スティーブンソンと同点で並ぶも、同点決勝で彼女は敗れる。(都市)伝説によると、当時主要スポンサーだったカタリナの意向により、同社の水着が似合う体型の持ち主にミスの王冠が渡されたという。彼女のヒップはミリアムのそれより2インチ大きかった。ミス・ユニバースの賞品の自動車を、ミリアムは残念賞(consolatory prize)として彼女に譲渡している。なお、これについて次のような異説がある:ミスコンの審査では、専門家たちはヒップとバストが同じで、ウエストがそれより10 - 12インチ小さい理想形を求めるものだ。ミリアムがちょうどそれを満たしていたに過ぎない。 マーサはこの時の心境をブラジルメディアにこう語っている。
I am immensely happy with the title, It wasn’t me who won it but the beauty of the Brazilian woman, which I tried to represent.
（日本語訳）準優勝のタイトルにはとっても満足しています。タイトルを獲ったのは私ではなく、私が表そうと努めてきたブラジル女性の美です。
—Martha Rocha、
2インチの神話はO Cruzeiro誌のジャーナリスト João Martinsの発案による。ブラジルの誇りを守るため、ロングビーチにいたブラジル人ジャーナリストは結束した。O Cruzeiro誌の編集長 Accioly Nettoは、1998年の著書にこう記す：「帰り道、みんな…最大の秘密を守った」。マーサ自身は、この2インチの物語が真実であったかどうかも知らなかった。
ミス・ユニバース大会後はハリウッドのスタジオでモデル兼キャンペーンガール(advertising girl)として働く。
1995年、最初の夫 Álvaro Pianoの兄弟 Jorge Pianoにより、経済的苦境に立たされる。Jorgeは外貨両替商だったが、会社（Casa Piano）が倒産すると米国に逃げた。多くの投資家が損失を被ったが、彼女はマンションを売却して破産を避け、財政再建に努めた。損失の合計額は明らかにしていない。絵画の販売やミス・ブラジル主催者からの広告収入でピンチに立ち向かうが、十分な収入は得られず、最終的に次男と共に引っ越すこととなった。
1996年以降、ミスコンの審査員として出演料を稼ぐ。前年に陥った苦境から抜け出すためと、2006年のインタビューで答えている。
1997年、リオ・デ・ジャネイロ州カンポス・ドス・ゴイタカゼス市長候補のAnthony Garotinhoを支援するため、自作の絵画を1000-2000レアルで売却。
2001年、乳がんの自己検診に関する啓発番組を見る。これがきっかけで左乳頭付近にがんを発見。大事には至らず。
2013年、Ipanema Walk of Fameに手形を刻む。
晩年はリオ・デ・ジャネイロ州ニテロイに暮らす。2018年以降、健康が悪化し、老人ホームに入居。2020年7月4日、肺気腫による長い発作の後、心臓発作で死去。7月5日、ニテロイのCemitério Santíssimo Sacramentoに埋葬される。

## 人物
映画が好きで、スチュワート・グレンジャー、グレゴリー・ペック、ラナ・ターナー、エリノア・パーカーのファンである。

## 私生活
1956年、アルゼンチンの銀行家 Álvaro Pianoと最初の結婚。ブエノスアイレス州マル・デル・プラタに暮らす。この地は、第二次世界大戦中にピアノの両親がポルトガルから逃れて定住した場所である。2人の男の子を設ける。1959年、ピアノは飛行機事故で死亡。1960年、マーサはブラジルに戻る。
1961年、リオ・デ・ジャネイロのビジネスマンRonaldo Xavier de Limaと再婚。一人の女の子(Claudia Xavier de Lima)を設ける。クラウディアはプラスティック工芸家として知られる。1974年、離婚。

## その他
女性として初めてリオ・デ・ジャネイロ文民警察(Polícia Civil do Rio de Janeiro)署長になったマーサ・ロチャは全くの別人。
1956年、シボレーが発売したピックアップトラック「C3100」は、従来のモデルよりホイールベースを2インチ広げてある。この車両はマーサ・ロチャの愛称で呼ばれる。
菓子職人のDair da Costa Terzadoは、マーサの美しさと神話にインスパイアされ、マーサ・ロチャ・パイ（Torta Marta Rocha）を作成した。
マーサがミス・ユニバース世界大会に出場していたのとほぼ同じ時期に、ミナスジェライス州Teofilo Otoni近郊で約74.5ポンドのアクアマリンの結晶が発見された。それは他の石と区別するに値する濃い青を持っていた。ブラジルの宝石商たちは青い目のブラジルの美女にちなんで、それをマーサ・ロチャと呼んだ。いまでも、アクアマリンの色のニュアンスを表現する用語に、マーサ・ロチャ（マルタ・ロサ）というものがある。アクアマリンの色は約30種類に分類されるが、マルタ・ロサが最高、それに次ぐのがエスピリト・サントとされる。
バイーア州、サンタカタリーナ州、サンパウロに彼女の名前を冠したストリートがある。